# Vassilis Tsabropoulos
Vassilis Tsabropoulos (Grieks: Βασίλης Τσαμπρόπουλος) (Athene, 7 februari 1966) is een Grieks pianist en componist.
Tsabropoulos begint al vroeg met muziek. Op tienjarige leeftijd won hij al competities (UNICEF-competitie). Hij ging studeren aan het Conservatorium van Athene, Conservatorium van Parijs, de Salzburg Academie en uiteindelijk de Juilliard School of Music in de Verenigde Staten. Docenten waren onder meer Rudolf Serkin en Tatjana Nikolayeva.  Sinds zijn afstuderen heeft hij gespeeld met talloze orkesten met het geijkte repertoire. Daarnaast geeft hij recitals en speelt kamermuziek.
Na een aantal jaren als pianist opgetreden te hebben, begon Tsabropoulos te componeren. Daarbij zijn bijvoorbeeld een strijkkwartet geschreven en ook Zes preludes, speciaal voor medepianist Vladimir Asjkenazi. 
Zijn uitvoeringen zijn niet meer beperkt tot klassieke muziek, hij speelt inmiddels ook naar jazz, die wel dicht tegen de klassieke muziek aanleunt. Hij geeft masterclasses op piano- en compositiegebied.

## Discografie
- 1990: Skyscape
- 1992: Images
- 1997: Modest Moessorgski; Schilderijententoonstelling
- 2000: Achirana (ECM Records)
- 2001: Frederic Chopin August Symphony
- 2002: The face of love
- 2002: Live in Cremona
- 2003: Akroasis (ECM)
- 2004: Chants, Hymns and Dances (2004) (ECM)
- 2004: The Triangle (met Arild Andersen en John Marshall) (ECM)
- 2008: Melos (ECM)